# Josu Inchaustegui
Josu "Txitxo" Inchaustegui (Bilbao, ?) és un cineasta i director de fotografia biscaí.
Com a cineasta, va començar a treballar de càmera, però va començar a treballar en fotografia i va fer una tasca important, així com amb directors famosos (Antonio Cuadri, Oskar Santos, i altres). El 2005 va guanyar el premi a la millor fotografia al Festival de Cinema de l'Alfàs del Pi El 2017 fou nominat al Premi Mestre Mateo a la millor fotografia pel seu treball a Cien años de perdón. Pel seu treball a L'ombra de la llei va guanyar el Goya a la millor fotografia 2019 i fou nominat en la mateixa categoria novament als Premis Mestre Mateo i a les Medalles del Cercle d'Escriptors Cinematogràfics de 2018.

## Filmografia
- El silencio de la ciudad blanca (2019)
- Presunto culpable (sèrie de televisió, 2018, 11 episodis)
- L'ombra de la llei (2018)
- La higuera de los bastardos (2017)
- Operación Concha (2017)
- Apaches (sèrie de televisió, 2017, 8 capítols)
- Cien años de perdón (2016)
- Zipi y Zape y el club de la canica (2013)
- El soñador (2004)